# MS Marceli Nowotko
MS Marceli Nowotko – drobnicowiec typu B-54 należący do Polskich Linii Oceanicznych, pierwszy z serii polskich dziesięciotysięczników. Pływał na linii dalekowschodniej, w 1957 zawinął, jako pierwszy polski statek do Japonii (do portu w Jokohamie). Po zakończeniu służby, 8 lutego 1980 roku został sprzedany na złom firmie Iwai-Niesho Co. z Japonii.
Jego załoga wystąpiła w krótkometrażowym filmie dokumentalnym "Statek z Hajfongu" (1968), opowiadając o swoich przeżyciach w nękanym nalotami porcie Hajfong w Wietnamie Północnym.

## Plany i modele
- Mały Modelarz nr 9/1958 r